# Megohime
Megohime, còn được biết đến với tên gọi Yoshihime (愛姫 (Ái cơ) 1568 – 21 tháng 2 năm 1653)    là nhân vật lịch sử sống từ thời kỳ Azuchi -Momoyama cho đến đầu thời kỳ Edo. Bà là con gái và cũng là con duy nhất của Tamura Kiyoaki, người cai trị thành Miharu với vợ là Okita, con gái của Sōma Akitane. Bà là vợ của Date Masamune và còn được biết với cái tên khác là  Điền Thôn Ngự Tiền (田村御前). Sau đó, bà đã xuất gia và lấy pháp danh là Dương Đức Viện (陽徳院).

## Cuộc đời
Vào năm 1579, Megohime kết hôn với người anh em họ thứ hai của bà  là Masamune. Khi ấy bà mới 12 tuổi. Sau đó, Masamune đã giết chết nhũ mẫu của mình, người nghi ngờ rằng những kẻ phản bội từ gia tộc Tamura có liên quan đến vụ ám sát ông. Có thuyết cho rằng cuộc hôn nhân của bà vì vậy mà trở nên tồi tệ hơn trong một thời gian vì nhiều gia nhân khác theo hầu bà đã bị xử tử.
Tuy nhiên, sau khi chuyển đến sống tại Date ở Kyoto, cuộc hôn nhân của bà lại êm thấm trở lại và bà đã sinh hạ một con gái là Irohahime (sau là vợ của Matsudaira Tadateru) vào năm 1594. Bà đã sinh bốn đứa con cho Masamune, trong đó có Irohahime, Date Tadamune (sau trở thành thủ lĩnh vùng Sendai), Date Munetsuna và Date Takematsumaru.

Ngay cả sau khi bà chuyển đến sống ở dinh thự Date ở Jurakudai,bà được cho là vẫn có thể trở thành đầu mối báo tin cho Masamune về tình hình ở Kyoto. Trong một bức thư gửi cho chồng, bà đã viết: 
 "Mọi thứ vẫn chưa ổn định. Chàng nên quyết định hướng hành động của mình sao cho phù hợp với nguyên nhân của tất cả mọi việc. Và xin chàng đừng lo lắng cho sự an nguy của thiếp. Thiếp sẽ luôn giữ một con dao bên mình và thiếp đã tự hứa rằng sẽ không bao giờ hổ thẹn vì điều đó " 
 Sau khi Masamune qua đời vào ngày 27 tháng 6 năm 1636, bà xuất gia trong một ngôi chùa gọi là Ungo Zenji và lấy pháp danh là Dương Đức Viện (Yōtokuin).
Megohime qua đời vào ngày 21 tháng 2 năm 1653, hưởng thọ 86 tuổi. Bà qua đời cùng ngày với chồng mình, Masamune. Lăng mộ của bà nằm trong lăng Yotokuin gần đền Zuigan-ji, Matsushima.

## Những lời trong di chúc của Megohime
Khi còn sống, bà thường xuyên yêu cầu Masamune và Tadamune khôi phục lại gia tộc Tamura.
Sau khi bà qua đời, Tadamune tuân theo di ngôn của mẹ mình và cho khôi phục lại gia tộc Tamura cùng với con trai ông, Muneyoshi, với tư cách là thủ lĩnh trong vùng vào cùng năm bà qua đời.

## Trong văn hóa đại chúng
- Trong bộ phim truyền hình taiga của đài NHK,  Dokuganryū Masamune, hình tượng bà đã được Junko Sakurada thể hiện ở giai đoạn trưởng thành và lúc về già, và Kumiko Goto khi bà còn nhỏ.
- Trong bộ phim truyền hình taiga khác của đài NHK,Tenchijin, bà được Anne Watanabe thể hiện.
- Trong sê-ri phim hoạt hình Masamune Datenicle được sản xuất phối hợp giữa Gaina và Date, Fukushima, Megohime được khắc họa với hình ảnh của một cô bé 14 tuổi.